# Frantz Rosenberg
Frantz Munch Rosenberg (* 27. Januar 1883 in Oslo; † 18. Januar 1956 ebenda) war ein norwegischer Sportschütze. 

## Karriere
Frantz Rosenberg belegte bei den Olympischen Spielen 1912 im Trapschießen den 24. Platz.